# 胭腹秀美雀鯛
胭腹秀美雀鯛（學名：Lepidozygus tapeinosoma），為輻鰭魚綱雀鯛科秀美雀鯛屬下的唯一一個種，分布於印度太平洋地區，從東非至萊恩群島，北至琉球群島，南至新喀里多尼亞海域，深度1至30公尺，本魚體呈長橢圓形而側扁，吻短而鈍圓，體被櫛鱗，尾鰭叉形，體上部黃綠色，下半部粉紅色，體中央帶亮藍色金屬光澤，尾鰭粉紅色，背鰭硬棘12枚、背鰭軟條14-15枚、臀鰭硬棘2枚、臀鰭軟條15-16枚，體長可達10.5公分，棲息在臨海礁石區，以無脊椎動物為食，具有領域性，繁殖期時成對出現，雄魚會守護卵直到孵化，生活習性不明，可做為觀賞魚。